# Polygala hottentotta
Polygala hottentotta là một loài thực vật có hoa trong họ Polygalaceae. Loài này được C. Presl miêu tả khoa học đầu tiên.